# Opus signinum

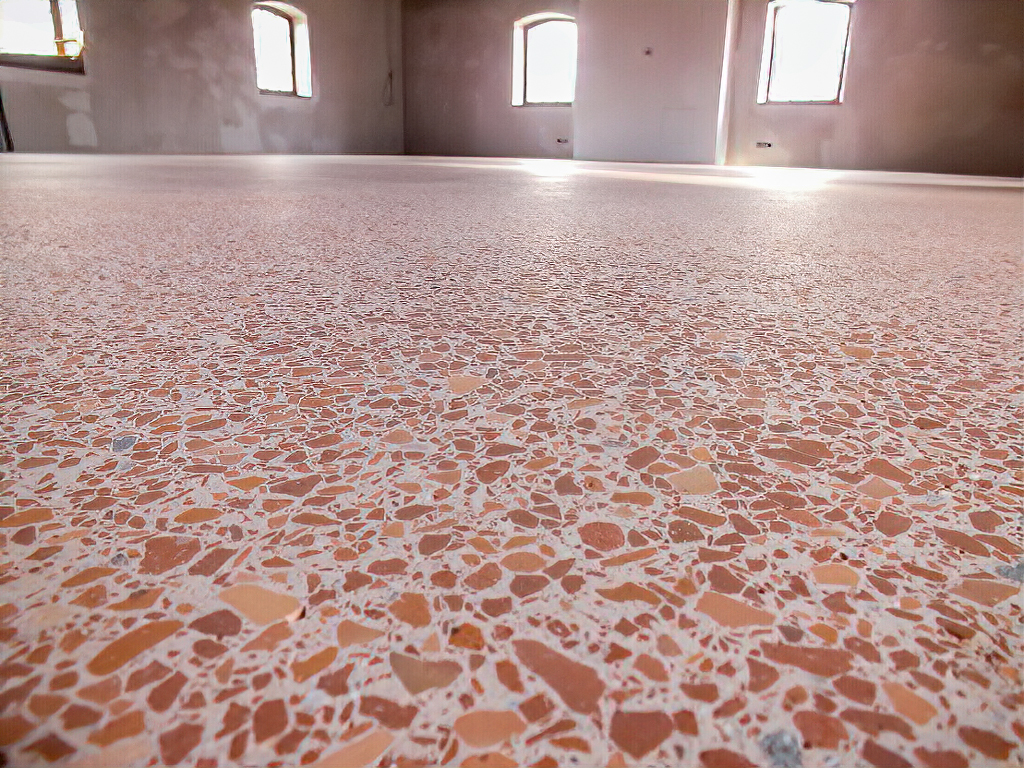
Gereconstrueerd Opus signinum.

Opus signinum ("werk uit Signia") was een variant van Romeins beton. Het was een roze-rode zandcementvloer met keramische stukjes baksteen of terracotta. Een variant hierop was cocciopesto, waarvoor enkel beton met keramische stukjes werd gebruikt, zonder inlegwerk. Beide technieken werden gebruikt voor waterdichte vloeren en muren.

## Beschrijving
Deze betontechniek was een variant op opus caementicium (Romeins beton), waarvoor echter grovere aggregaten werden gebruikt. Opus signinum bestaat uit een mengsel van relatief fijn grind, zand, kalk, puzzolanen met vergruisde keramische fragmenten. De aggregaten werden in kleine stukjes gebroken, met het bindmiddel vermengd en aangestampt met een fistuca, de Romeinse stamper. De vloer werd ingelegd met vierhoekige tesserae of kleine steenfragmenten, die soms in een patroon waren gelegd. Daarna werd de vloer zo glad mogelijk gepolijst.
De vloer werd op een ondervloer van mortel gelegd. Deze was in vergelijking met mozaïekvloeren relatief dik omdat de opus signinum-bovenlaag vanwege de ongelijke steen- en keramiekfragmenten niet overal even dik was. Vanwege het hydraulisch bindmiddel in de bovenlaag hechtte deze zich veel beter aan de ondervloer. Hierdoor ontstond een hardere vloer, die daardoor echter ook gevoeliger was voor scheuren. Om dit tegen te gaan werd tussen twee lagen cocciopesto soms een laag opus spicatum, kleine baksteentjes in visgraatverband, gelegd. Een dergelijke vloer was circa 60 cm dik en bestond uit 5 lagen; een betonnen ondervloer, twee lagen cocciopesto met daartussen het opus spicatum en de opus signinum-bovenlaag.

## Cocciopesto

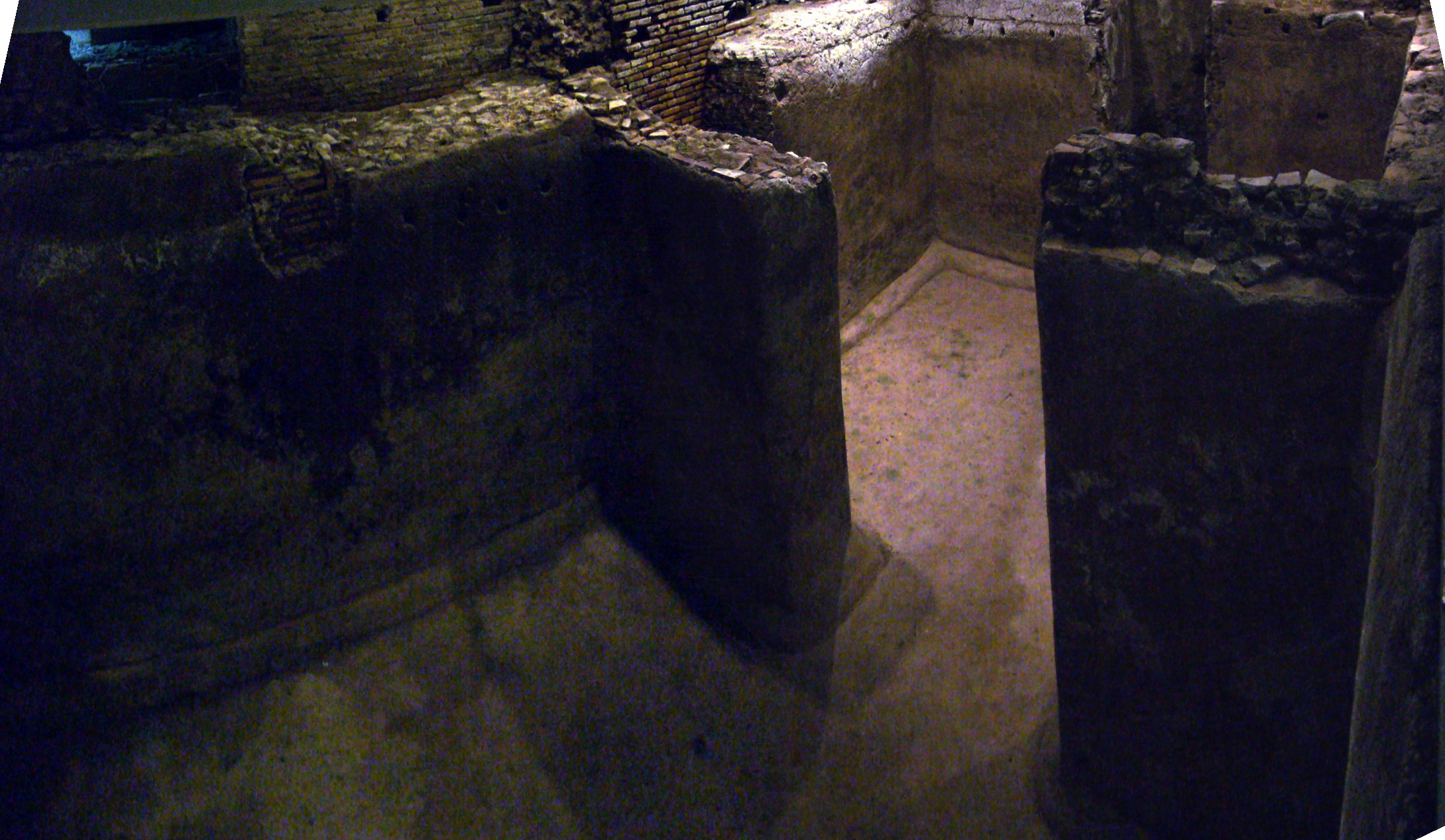
Wateropslag met cocciopesto-laag op de vloer en muren in Vicus Caprarius.

Cocciopesto was in feite hetzelfde materiaal, maar dan zonder inlegwerk, dat vaak werd gebruikt als waterbestendige laag op de vloeren en wanden van aquaducten, wateropslagplaatsen, dakbekledingen en zwembaden. Hiervoor werd de deklaag behandeld met lijnolie of in rode wijn opgeloste kalk, was of teer. De in de laag gebruikte keramische stukjes bestonden vaak uit amforafragmenten, omdat amfora's voor olijfolie moeilijk te reinigen waren en daarom vaak maar één keer gebruikt werden.

## Geschiedenis
Cocciopesto was bij de Romeinen al in de 3e eeuw v.Chr. in gebruik als watervaste bekledingslaag, maar is waarschijnlijk van Fenicische origine. Opus signinum werd in de 2e eeuw v.Chr. ontwikkeld in Italië uit eerdere experimentele cocciopesto-achtige vloeren. Deze decoratieve vloeren zijn een volledig Romeinse uitvinding.